# Aeroportul San Andros
Aeroportul San Andros (IATA: SAQ, ICAO: MYAN) este un aeroport din North Andros⁠(d), Bahamas ce deservește zona Nicholls Town.
Situat la o altitudine de 2 m, aeroportul dispune de 1 pistă.

## Infrastructură

### Piste
Aeroportul dispune de o singură pistă. Pista are orientarea 12/30. 